# Tonino Sorrention
Tonino Sorrention (ur. 2 marca 1985 w Melito Irpino, Włochy) – włoski piłkarz występujący na pozycji napastnika w S.S Cavese 1919.